# Flagge Gabuns

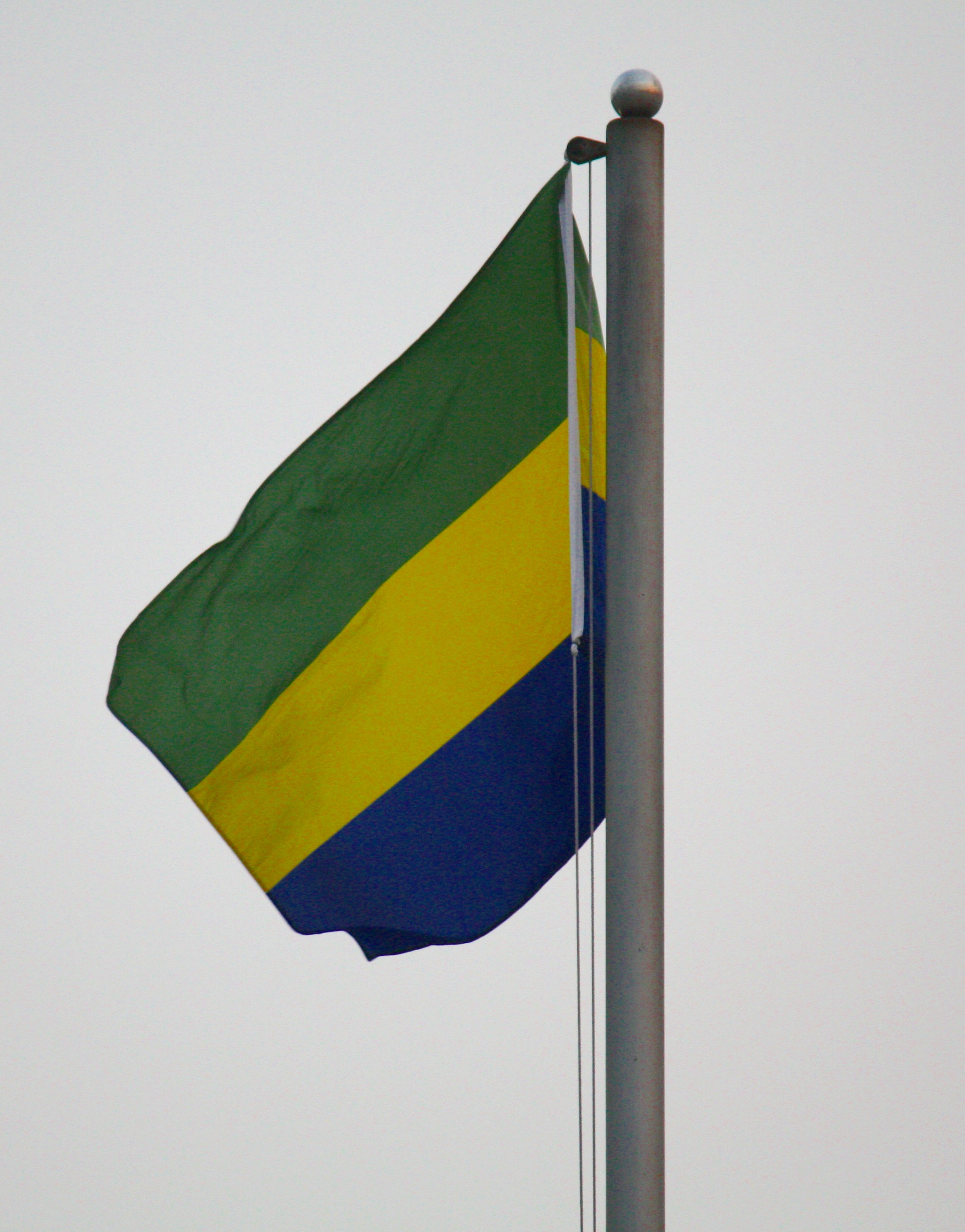
Wehende Flagge Gabuns

Die Flagge Gabuns wurde am 9. August 1960 offiziell eingeführt.

## Beschreibung und Bedeutung
Gabun ist eines der wenigen Länder im ehemaligen französischen Kolonialgebiet, die bei der Erlangung der Unabhängigkeit nicht die panafrikanischen Farben für ihre Flagge einführten. Die Nationalflagge besteht aus einer horizontalen Trikolore in Grün, Gelb und Blau in den für horizontale Trikoloren eher unüblich kurzen Proportionen 3:4.
Grün steht für die Wälder des Landes, deren Holz einen Hauptanteil der Wirtschaft ausmacht, Gelb steht für die Sonne bzw. den Äquator, der durch das Land läuft und Blau für das Land als seefahrende Nation.

## Geschichte
Vom 29. Juni 1959 bis zum 9. August 1960 war eine französische Kolonialflagge mit gleichem Farbmuster wie die heutige Nationalflagge (bei unterschiedlich breiten Streifen) und der französischen Trikolore in der Gösch in Gebrauch. Von 1960 bis 1982 verwendete der Präsident Gabuns ein quadratisches Wappenbanner des Staatswappens des Landes. Dieses wurde 1990 durch die Nationalflagge ersetzt, die mit einer weißen Scheibe mit dem Staatswappen belegt ist.

Präsidentenflagge
Flagge Gabuns 1959 bis 1960
Präsidentenflagge 1960 bis 1990
Präsidentenflagge 1990 bis 2016